# Diskoinsel
Die Diskoinsel (grönländisch Qeqertarsuaq „Große Insel“, dänisch Disko/Disko Ø/Diskoøen) ist mit einer Fläche rund 8600 km² die größte Nebeninsel Grönlands. Sie liegt im Distrikt Qeqertarsuaq in der Kommune Qeqertalik. Sie ist nach Grönland und vor Seeland die zweitgrößte Insel des Königreiches Dänemark.

## Geografie

### Lage und Allgemeines

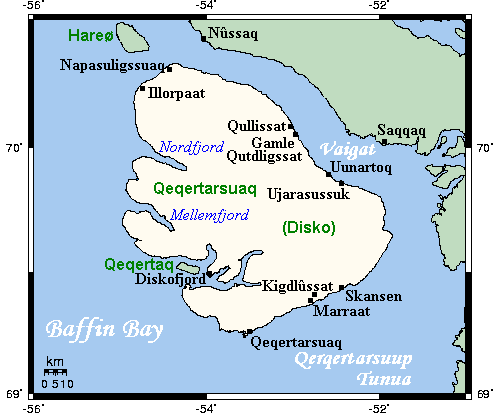
Karte der Diskoinsel

Die Diskoinsel liegt im zentralen Westgrönland nördlich der Diskobucht (Qeqertarsuup Tunua). Im Norden und Nordosten trennt der Sullorsuaq (Vaigat) die Insel von der auf dem Festland liegenden Halbinsel Nuussuaq. An der Westküste liegen die drei großen Fjorde Kangersooq (Nordfjord), Akulliit (Mellemfjord) und Kangerluk (Disko Fjord).
Etwa 19 % der Inselfläche sind vergletschert. Der größte Gletscher ist der Sermersuaq (Storebræen) mit einer Fläche von 918 km², gefolgt vom Bræpasset mit 254 km².
Zur Fläche der Insel gibt es abweichende Angaben, beispielsweise 8500 km², 8544 km², 8578 km² oder 8620 km².

### Geologie
Die Insel besteht aus kreidezeitlichen vulkanischen und sedimentären Gesteinen, die mit tertiären Basalten überlagert sind. Die Bergzüge zeigen sich als Plateauberge mit markanten Schichtungsstreifen. Die Berge messen bis zu rund 1900 m Höhe. Interessant ist die Diskoinsel wegen ihrer mit Fossilien durchsetzten geologischen Formationen. In mineralogischer Hinsicht stellt die Insel eine Berühmtheit dar, da sie einer der wenigen Fundorte für terrestrisches gediegenes Eisen ist. Ein Basalt auf der Insel, der die tertiären Braunkohlenflöze durchschlagen hat, enthält das Eisen in Form von großen Massen bis hinunter zu kleinen Flittern. Die größte bekannte Eisenmasse hat ein Gewicht von ca. 25 Tonnen.

### Flora
Wegen ihrer Lage und die dadurch entstehenden klimatischen Verhältnisse verfügt die Diskoinsel über eine äußerst reichhaltige Tundra-Vegetation, die sich sonst nur in südlicheren Gebieten Grönlands finden lässt.

## Besiedelung

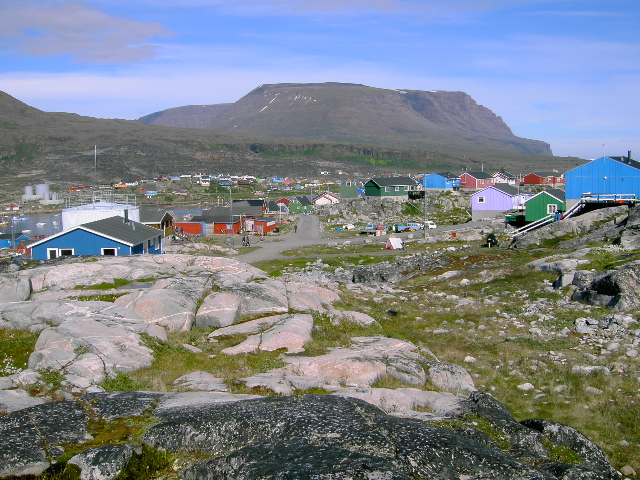
Hauptort Qeqertarsuaq (2006)

Heute gibt es auf der Diskoinsel nur noch zwei bewohnte Orte: Qeqertarsuaq mit 838 Einwohnern an der Südküste und Kangerluk mit 11 Einwohnern im gleichnamigen Fjord (jeweils Stand 2021). Mehrere Orte, die im Lauf der Geschichte der Insel bestanden, wurden im Laufe des 20. Jahrhunderts aufgegeben.

## Geschichte
Auf der Insel wurden an zahlreichen Stellen Überreste von verschiedenen Eskimo-Kulturen gefunden. Diese können sowohl den Paläoeskimos und der Saqqaq-Kultur als auch der Dorset-Kultur zugeordnet werden. Die Insel wurde damit bereits vor rund 4000 Jahren von Menschen besucht.
Es wird vermutet, dass sich die Diskoinsel als die von den Grænlendingar als Bjarney bezeichnete Insel identifizieren lässt. Es heißt, dass es zwölf Tage dauerte, die Insel zu umsegeln. Allerdings wurden noch keine archäologischen Spuren aus dieser Zeit auf der Insel gefunden.

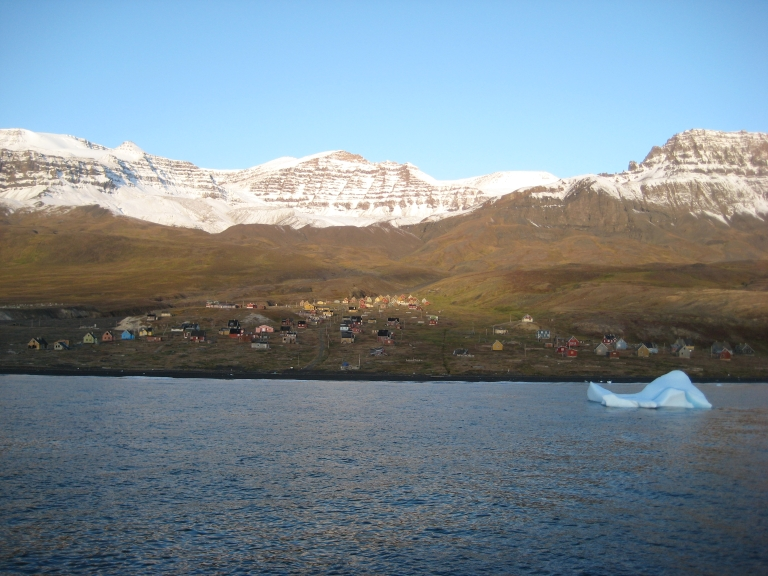
Die verlassene Minenstadt Qullissat (2008)

Im 16. und 17. Jahrhundert wurde die Insel regelmäßig von holländischen Walfängern aufgesucht, die dort Handel mit den Inuit betrieben. Bereits ab Ende der 1730er Jahre wurde die Insel auch von der dänischen Kolonie Christianshaab in Qasigiannguit und später von der Kolonie Egedesminde in Aasiaat angelaufen. Die Konkurrenz mit den Holländern führte schließlich dazu, dass zur Sicherung der Ansprüche 1773 die Loge Godhavn in Qeqertarsuaq an der Südküste der Insel angelegt wurde. 1782 wurde die Loge zum Hauptort des Inspektorats Nordgrönland, in dem der nordgrönländische Inspektor seinen Sitz hatte. In der Nähe von Qeqertarsuaq wurden Ende des 18. Jahrhunderts weitere Walfängerstationen innerhalb des Kolonialdistrikts Godhavn angelegt. Außerdem wurde im Fjord Kangerluk zu diesem Zeitpunkt erstmals ein Udsted errichtet, aus dem das heutige Dorf Kangerluk hervorgegangen ist. Östlich von Qeqertarsuaq wurde in Aamaruutissat erstmals 1795 ein Haus errichtet, um dort Kohle abzubauen. Die Kohlevorkommen auf der Diskoinseln waren Europäern schon im frühen 18. Jahrhundert bekannt. Von 1851 bis 1966 war der Ort ein Udsted, bevor er aufgegeben wurde. Deutlich bedeutender waren die Kohlevorkommen an der Nordostküste der Insel. Dennoch wurde erst 1924 mit dem Abbau in großem Stil begonnen, für den die Bergbausiedlung Qullissat gegründet wurde. Etwas weiter südlich wurde 1862 der Udsted Ujarasussuk gegründet. Im früheren Kolonialdistrikt Ritenbenk, der ebendiesen nordöstlichen Teil der Insel ausmachte, gab es weitere Siedlungen, die im 20. Jahrhundert aufgegeben wurden. Ujarasussuk wurde exakt 100 Jahre nach seiner Gründung verlassen und 1972 wurde Qullissat wegen der Erschöpfung der Kohlevorkommen aufgegeben, was zur größten Zwangsumsiedelung der grönländischen Geschichte führte, da alle rund 1200 Stadtbewohner umziehen mussten.

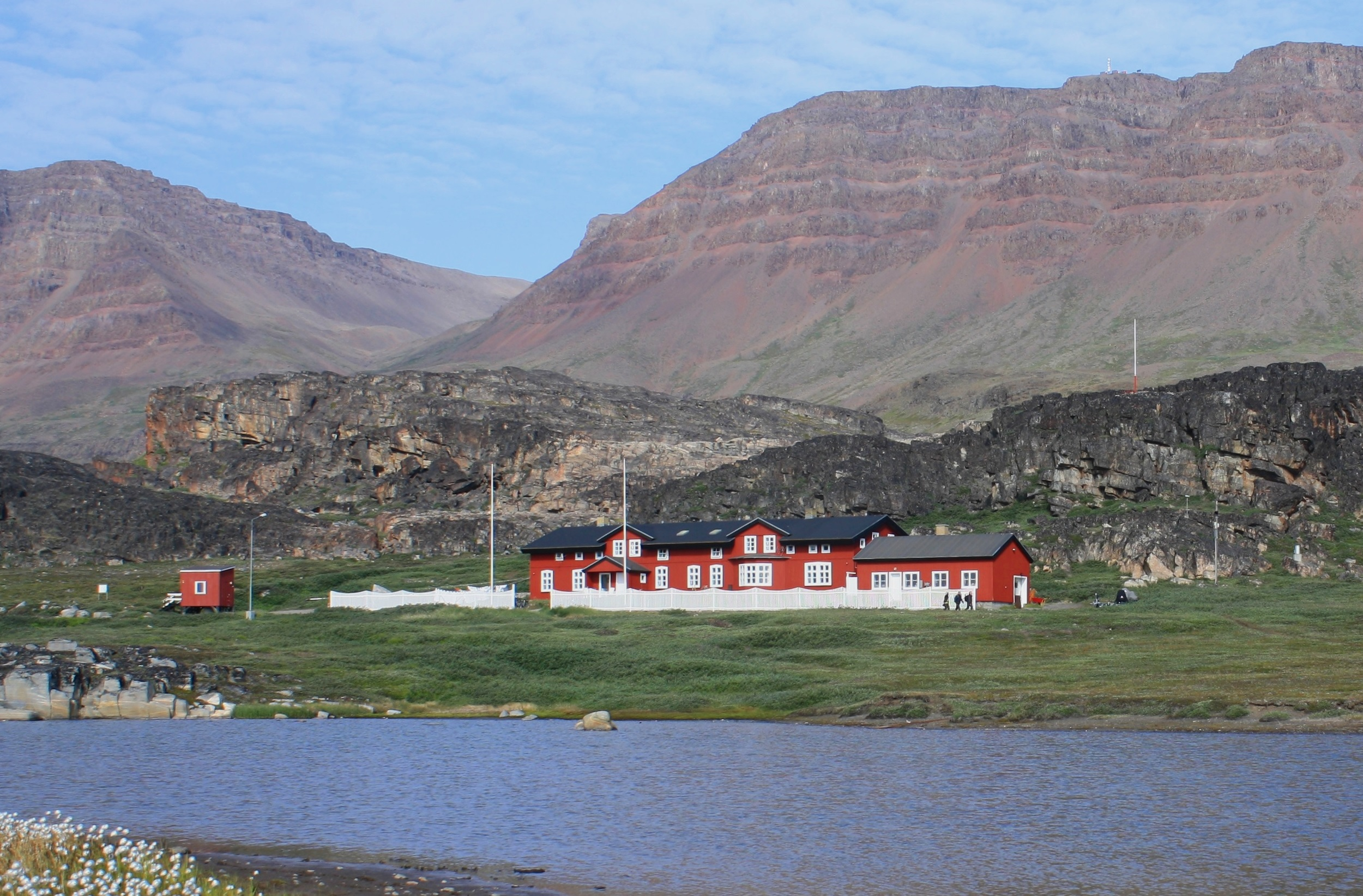
Arktisstation der Universität Kopenhagen (2014)

Die dänische Arktisstation wurde 1906 als wissenschaftliche Basisstation errichtet und gehört seit 1956 zur Naturwissenschaftlichen Fakultät der Universität Kopenhagen. Der dänische Botaniker Morten Pedersen Porsild war bis 1946 ihr erster Leiter.
Der Kolonialdistrikt Ritenbenk wurde 1942 aufgelöst und das Gebiet in den Kolonialdistrikt Jakobshavn eingegliedert. 1950 wurde der Kolonialdistrikt Godhavn zur Gemeinde Qeqertarsuaq und der frühere Kolonialdistrikt Ritenbenk zur Gemeinde Vaigat. Mit der Aufgabe von Qullissat verlor die Gemeinde ihre Bewohner, sodass die Gemeinde Qeqertarsuaq fortan die ganze Insel umfasste. 2009 wurde sie im Zuge der Verwaltungsreform Teil der Qaasuitsup Kommunia und 2018 ein Teil der Kommune Qeqertalik.